# Дијабетесна полинеуропатија
Дијабетесна  неуропатија (ДН) је најчешћи подтип полинеуропатије (ПН) као једна од компликација шећерне болести, потенцијално узрокована широким спектром клиничких патологија.  ДН погађа чак 50% пацијената са шећерном болести типа 1 и типа 2. Она укључује присуство симптома или знакова дисфункције периферних нерава код особа са дијабетесом након што су искључени други могући узроци.   Пацијенти са ДН  често имају утрнулост и/или пецкање у екстремитетима у различитом степену, што може довести до значајних компликација. Иако је тачан узрок ДН непознат, генетски фактори; механичка компресија, као што је синдром карпалног тунела, друштвени фактори и фактори начина живота, као што су пушење и хронична конзумација алкохола, могу да имају значајну улогу.
У неким случајевима, пацијенти имају симптоме много пре него што рутински обављени клинички преглед открију абнормалности. Од свих третмана, чврста и стабилна контрола гликемије је вероватно најважнија за успоравање прогресије неуропатије, и пружа оквир за сваки приступ лечењу. Међутим, мање од једне трећине пацијената са ДН постиже задовољавајућу контролу бола.

## МКБ-10 класификација неуропатија
- Г60-Г64 Полинеуропатија и друге лезије периферног нервног система:

- Г60 Наследна и идиопатска неуропатија.
- Г61 Упална полинеуропатија.
- Г62 Остале полинеуропатије.
- Г63 Полинеуропатија код болести класификованих на другом месту.
- Г64 Остали поремећаји периферног нервног система. Поремећај периферног нервног система НОС.

## Историја
Дијабетесна неуропатија је позната од давнина. У 3. или 4. веку, индијски лекар Махариши Сушрута је оставио први опис ове компликације дијабетеса у тексту Сушрута Самхита.
Јохан Роло је 1798. године описао неуролошке промене код пацијената са дијабетесом.
Клод Бернар је 1848. године тврдио да је дијабетес неуролошка болест са секундарним метаболичким компликацијама. 
Маршал де Калви је 1864. године установио да је неуролошка болест компликација дијабетеса, а не обрнуто. 
Фредерик Пави је 1885. године дао тачан опис дијабетесне неуропатије. 
Прва класификација овог ентитета обављена је 1893. године.

## Релевантна анатомија
Преглед анатомије периферног нервног система може олакшати разумевање класификације дијабетесне периферне неуропатије. Периферни неурони се могу широко категорисати као моторни, сензорни или аутономни.
| Врсте             | Анатомија |
| ----------------- | --- |
| Моторни неурони   | Потичу из централног нервног система (ЦНС) и простиру се до предњег рога кичмене мождине. Из предњег рога излазе из кичмене мождине (преко вентралних корена) и комбинују се са другим влакнима у брахијалним или лумбалним плексусима и инервирају своје циљне органе преко периферних нерава. |
| Сензорни неурони  | Потичу из ганглија дорзалног корена кићме (који се налазе изван кичмене мождине) и прате сличан ток са моторним неуронима. Деле се по категоријима према сензорном модалитету који преносе. |
| Аутономни неурони | Састоје се од симпатичких и парасимпатичких влакана. На периферији, преганглијска влакна напуштају ЦНС и синапсе на постганглионским неуронима у симпатичком ланцу или у симпатичким ганглијама.                                                                                                |

У шећерној болести су најпре захваћена мања влакна. Уз континуирано излагање хипергликемији, већа влакна постају погођена. Влакна различите величине посредују у различитим типовима сензација, као што је приказано у табели испод.
| Тип влакна    | Величина            | Модалитет                                        | Мијелинизација |
| A-alpha (I)   | 13-20 микрометара   | Проприоцепција екстремитета                      | Да             |
| A-beta (II)   | 6-12 микрометара    | Проприоцепција екстремитета, вибрације, притисак | Да             |
| A-delta (III) | 1-5 микрометара     | Механички оштар бол                              | Да             |
| C (IV)        | 0,2-1,5 микрометара | Термални бол, механички бол са печењем           | Не             |

## Патофизиологија
Фактори који доводе до развоја дијабетесне неуропатије нису у потпуности схваћени, а изнето је више хипотеза.

 Опште је прихваћено да је процес узрокован са више фактора. Развој симптома зависи од многих фактора, као што су укупна изложеност хипергликемији и други фактори ризика као што су повишени липиди, крвни притисак, пушење, повећана висина и висока изложеност другим потенцијално неуротоксичним агенсима као што је етанол.
Генетски фактори такође могу играти улогу.
Важни биохемијски механизми који доприносе развоју чешћих симетричних облика дијабетесне полинеуропатије вероватно укључују пут полиола, напредне крајње производе гликације и оксидативни стрес.

### Пут полиола
Хипергликемија узрокује повећање нивоа интрацелуларне глукозе у нервима, што доводи до засићења нормалног гликолитичког пута. Додатна глукоза се преноси у полиолни пут и претвара у сорбитол и фруктозу помоћу ензима алдоза редуктазе и сорбитол дехидрогеназе.  Акумулација сорбитола и фруктозе доводи до смањеног нервног миоинозитола, смањене активности На+/К+ -АТПазе мембране, поремећеног транспорта аксона и структурног слома нерава, што узрокује абнормално ширење акционог потенцијала. Ово је разлог за употребу инхибитора алдозе редуктазе за побољшање нервне проводљивости.

### Напредни крајњи производи гликације
Неензимска реакција вишка глукозе са протеинима, нуклеотидима и липидима резултира у напредним крајњим производима гликације (АГЕ) који могу имати улогу у нарушавању интегритета неурона и механизама поправке кроз сметње у метаболизму нервних ћелија и транспорту аксона.

### Оксидативни стрес
Повећана производња слободних радикала код дијабетеса може бити штетна кроз неколико механизама који нису у потпуности схваћени. То укључује директно оштећење крвних судова које доводи до исхемије нерва и олакшавања АГЕ реакција. Упркос непотпуном разумевању ових процеса, употреба антиоксиданта алфа-липоичне киселине може обећати побољшање неуропатских симптома.

### Повезани фактори
Проблеми који су последица ових поремећених биохемијских процеса или су доприносници ових поремећених биохемијских процеса укључују измењену експресију гена са измењеним ћелијским фенотиповима, промене у физиологији ћелије које се односе на ендоскелетну структуру или ћелијски транспорт, смањење неуротрофина и нервну исхемију.
Клиничка испитивања најбоље проучаваног неуротрофина, хуманог рекомбинантног фактора раста нерава, била су разочаравајућа. Међутим, са будућим побољшањима, фармаколошка интервенција која циља један или више ових механизама може се показати успешном.
У случају фокалних или асиметричних синдрома дијабетичке неуропатије, васкуларна повреда или аутоимуност могу играти важнију улогу.
Студија попречног пресека, случај-контрола коју су спровели неки аутори, показала је да су код пацијената са дијабетес мелитусом типа 1 (ДМ), епигенетски фактори укључени у развој аутономне неуропатије. Пацијенти са Т1ДМ са аутономном неуропатијом показали су разлике у метилацији гена у поређењу са пацијентима са Т1ДМ без неуропатије. На пример, у гену НИЊ2 , који је укључен у регенерацију нерва, пацијенти са аутономном неуропатијом имали су значајно већу метилацију у првом аксону него други пацијенти са типом 1. Поред тога, два гена укључена у нервну функционалност, БРСК2 и ЦЛДН4 , показао смањену метилацију (у региону првог интрона БРСК2 и 5'УТР региона ЦЛДН4 ) код пацијената са неуропатијом.

## Клиничка слика
Код дијабетес мелитуса типа 1 , дистална полинеуропатија обично постаје симптоматска након много година хроничне продужене хипергликемије. Насупрот томе, пацијенти са дијабетес мелитусом типа 2 могу имати дисталну полинеуропатију након само неколико година од познате лоше контроле гликемије, мада понекад, ови пацијенти већ имају неуропатију у време постављања дијагнозе.
Пошто се дијабетесна неуропатија може манифестовати као широк спектар сензорних, моторичких и аутономних симптома, структурирана листа симптома може се користити да би се помогло у скринингу свих дијабетичара на могућу неуропатију.

### Сензорни симптоми
Сензорна неуропатија је обично подмукла и у почетку  показује дистрибуцију по типу чарапа и рукавица у дисталним деловима екстремитетета. Сензорни симптоми могу бити негативни или позитивни, дифузни или фокални. Негативни сензорни симптоми укључују осећај утрнулости или мртвила, што пацијенти могу описати као да су слични ношењу рукавица или чарапа.
Губитак равнотеже, посебно са затвореним очима, и безболне повреде услед губитка осећаја су честа појава. 
Позитивни симптоми се могу описати као пецкање, пецкајући бол, осећања налик електричном удару, бол, стезање или преосетљивост на додир.

### Моторни симптоми
Моторни проблеми код дијабетесне полинеуропатије  могу укључивати дисталну, проксималну или више жаришну слабост.
У горњим екстремитетима, дистални моторички симптоми могу укључивати поремећену фину координацију руку и потешкоће са задацима као што су отварање тегли или окретање кључева. 
Ударање стопала, огреботине или често саплитање могу бити рани симптоми слабости стопала. 
Симптоми слабости проксималних екстремитета укључују потешкоће при пењању и спуштању по  степеницама, тешкоће при устајању из седећег или лежећег положаја, падове због попуштања колена и потешкоће у подизању руку изнад рамена.
У најчешћим приказима дијабетесне неуропатије са симетричним сензомоторним симптомима, може се уочити мања слабост прстију и стопала; тешка слабост није уобичајена и требало би да подстакне испитивање других узрока, као што је хронична инфламаторна демијелинизирајућа полирадикулонеуропатија (ХИДП) или васкулитис. Озбиљнија слабост се може приметити код синдрома асиметричне дијабетесне неуропатије. Моторна неуропатија се може јавити заједно са сензорном неуропатијом (као сензомоторна неуропатија).

### Аутономна неуропатија
Аутономна неуропатија може захватити кардиоваскуларни, гастроинтестинални и генитоуринарни систем и знојне жлезде. Пацијенти са генерализованим аутономним неуропатијама могу пријавити атаксију, нестабилност хода или блиску синкопу/синкопу. Поред тога, аутономне неуропатије имају додатне симптоме који се односе на анатомско место оштећења нерва - гастроинтестинални, кардиоваскуларни, бешични или судомоторни.
| Врсте              | Симптоми |
| ------------------ | --- |
| Гастроинтестинална | Гастропареза (гастропатија) - Мучнина - Надимање - Губитак апетита - Рана ситост - Повраћање након оброка Дисфункција једњака - Горушица - Дисфагија за чврсте материје Дијабетесна дијареја - Обилна и водена дијареја - Фекална инконтиненција - Може се смењивати са затвором Затвор - Може се смењивати са експлозивном дијарејом |
| Кардиоваскуларна   | Тахикардија у мировању (перзистентна синусна тахикардија) Абнормална регулација крвног притиска - Нондипинг - Реверс дипинг Ортостатску хипотензија (током стајања) - Омаглица - Слабост - Несвестица - Оштећење вида - Синкопа Ортостатска тахикардија или брадикардија и хронотропна неспособност (све са стајањем) - Омаглица - Слабост - Несвестица - Вртоглавица - Оштећење вида - Синкопа Нетолеранција на вежбе                          |
| Урогенитална       | Дисфункција мокраћне бешике - Учестало мокрење - Хитно мокрење - Ноктурија - Оклевање током мокрења - Слаб млаз мокраће - Уринарна инконтиненција - Задржавање (ретенција) мокраће Мушка сексуална дисфункција - Еректилна дисфункција - Смањен либидо - Абнормална ејакулација Женска сексуална дисфункција - Смањена сексуална жеља - Појачан бол током сексуалног односа - Смањењено сексуално узбуђење - Неадекватно подмазивање гениталија |
| Судомоторна        | Сува кожа - Нетолеранција на топлоту - Јако знојење главе, врата и трупа са анхидрозом доњих делова трупа и екстремитета - Густативно знојење |

## Дијагноза
Дијагноза се поставља на основу; анамнестичких података (историје болести) физичког прегледа и читавог низа лабораторијских, радиолошких и других прегледа на основу којих је могуће проценити тип и тежину насталих промена. Она се обично поставља на примарном нивоу здравствене заштите, а на основу субјективних тегоба болесника и стандардног прегледа стопала.. 
Анамнеза
Анамнеза треба да информише о основним подацима у односу на шећерну болест и да открије присуство карактеристичних неуроваскуларних симптома.
Физички преглед
Физички преглед има посебан значај за утврђивање стања мишићно-скелетног статуса, васкуларног статуса (температура коже потколеница и стопала, квалитет дорзалног пулс стопала, крвни притисак) и неуролошког статус (стање сензибилитета и рефлекса) потколеница и стопала. Овим прегледом може се утврдити присуство инфекције, анатомских аномалије и стечени деформитети стопала, поремећај статике и оптерећења са патолошким притисцима на појединим деловима стопала, са променама на кожи  на тим местима (задебљање, жуљеви, улцерације и друге лезије, промене боје, сувоћа коже итд).
Према потреби у току физичког прегледа раде се и мали хируршки дебридмани рана (чишћење, исецање-сечење и уклањање дала ткива) којим се може утврди озбиљност ране (некрозе).
Лабораторијске анализе
Хемоглобин А1ц и глукоза у плазми наташте су важни лабораторијски скрининг тестови за дијабетесно стопалом.
- Мерење хемоглобина А1ц је корисно за процену адекватности недавне контроле дијабетеса; нивои ће вероватно бити повишени код пацијената са дијабетесном неуропатијом. У неким случајевима, посебно код асиметричних синдрома, тежина елевације није увек у корелацији са тежином нервног обољења.

- Трочасовни тест толеранције глукозе може бити осетљивији у граничним случајевима.
- Анализа мокраће је такође корисна за скрининг на нефропатију и протеинурију.

## Дијагнозе у разматрању идиференцијална дијагноза
Постављање дијагнозе дијабетичке неуропатије захтева пажљиву процену, јер код 10-26% дијабетичара са неуропатијом неуропатија може имати други узрок. Диференцијалне дијагнозе које треба размотрити разликују се у зависности од презентације.
| Врста неуропатије                                                   | Дијагнозе |
| ------------------------------------------------------------------- | --- |
| Кранијална мононеуропатија                                          | - Интракранијалне анеуризме - Бела парализа |
| Торакоабдоминална неуропатија                                       | - Херпес зостер - Тумори кичме - Инфаркт миокарда - Акутни холециститис - Акутна упала слепог црева - Дивертикулитис |
| Лумбосакрална радикулоплексопатија                                  | - Избочина предњег диска - Тумори кичмене мождине - Малигне инфилтрације нервног корена - Инфламаторне неуропатије |
| Периферна неуропатија                                               | - Пернициозна анемија - Интоксикација витамином Б-6 - Алкохолизам - Уремија - Хемијски токсини - Укљештење нерва и компресија бенигне етиологије - Хепатитис - Идиопатски - Конгениталне (разне наследне сензорне моторне неуропатије) - Паранеопластични синдром - сифилис - ХИВ/АИДС - Лекови (нпр хемотерапија, изониазид) - Болести кичме (нпр радикулопатија, стеноза, артериовенска (АВ) фистула) |
| Кардиоваскуларна аутономна неуропатија (поред неких горе наведених) | - Инфаркт миокарда - Неуропатске аритмије (нпр. Волф-Паркинсон-Ват синдром, синдром болесног синуса) - Обим омотача - Лекови |
| Гастроинтестинална неуропатија                                      | - Гастроинтестинални малигнитет - Пептички улкус болест - Постхируршка ваготомија - Неравнотежа електролита |
| Дисфункција мокраћне бешике                                         | - Опструкција излаза бешике - Карцином простате - Синдром кичменог репа |
| Мононеуропатија                                                     | - Васкулитиси - Акромегалија - Коагулопатије - Хипотиреоза |

### Диференцијалне дијагнозе
У диференцијалној дијагностици требало би имати у виду следеће болести и стања.
- Неуропатија повезана са алкохолом (етанолом).
- Амилоидна полинеуропатија
- Хронична инфламаторна демијелинизирајућа полирадикулонеуропатија
- Хронична мијелогена леукемија
- Неуросаркоидоза
- Нутритивна неуропатија
- Тумори кичмене мождине
- Токсична неуропатија
- Уремичка неуропатија
- Васкуларна неуропатија
- Недостатак витамина Б-12

## Терапија
Лечење дијабетесне неуропатије треба да почне од иницијалне дијагнозе дијабетеса – јер неуспех да се дијагностикује дијабетесна полинеуропатија може довести до озбиљних последица, укључујући инвалидитет и ампутацију.
Сматрајте да је сваки пацијент са клиничким доказима дијабетичке периферне неуропатије изложен ризику од улцерације стопала и требало би би га едуковати о нези стопала.
Пацијенти са дијабетесном периферном неуропатијом захтевају чешће праћење, са посебном пажњом на инспекцију стопала како би се појачала потреба за редовном бригом о себи. Пружање редовних прегледа стопала и јачање образовне поруке о нези стопала показало се у неколико студија да значајно смањује стопу улцерације, па чак и ампутације.
Лекар примарне здравствене заштите је одговоран за едукацију пацијената о акутним и хроничним компликацијама дијабетеса, укључујући психолошки утицај сексуалне дисфункције и код мушкараца и код жена. Не може се пренагласити важност укључивања неуролога (по могућности са експертизом у периферној неуропатији) у лечењу пацијената са дијабетесном неуропатијом.

### Контрола гликемије
Од свих третмана, чврста и стабилна контрола гликемије је вероватно најважнија за успоравање прогресије неуропатије.  Пошто се сугерише да брзе промене од хипогликемије до хипергликемије изазивају и погоршавају неуропатски бол, стабилност контроле гликемије може бити подједнако важна као и стварни ниво контроле у ублажавању неуропатског бола. Испитивање дијабетеса и компликација  показало је да строга контрола шећера у крви код пацијената са дијабетесом типа 1 смањује ризик од неуропатије за 60% за 5 година. Ефекат строге контроле гликемије на полинеуропатију код пацијената са дијабетесом типа 2 или оних са поремећеном толеранцијом на глукозу/поремећеном глукозом наташте није тако јасан и захтева даљу проспективну студију.

## Прогноза
Пацијенти са нелеченим или неадекватно леченим дијабетесом имају већи морбидитет и стопе компликација повезаних са неуропатијом него пацијенти са строго контролисаним дијабетесом. Понављајућа траума захваћених подручја може изазвати оштећење коже, прогресивну улцерацију и инфекцију, која може резултовати ампутацијом и смрћу.
Лечење дијабетесне неуропатије је тежак задатак за лекара и пацијента. Већина лекова не доводи до потпуног ублажавања симптома. У току су клиничка испитивања која помажу у проналажењу нових начина за лечење симптома и одлагање прогресије болести.
Смртност је већа код особа са кардиоваскуларном аутономном неуропатијом (КАН). Укупна стопа морталитета током периода до 10 година била је 27% код пацијената са ДМ и откривеним КАН, у поређењу са стопом морталитета од 5% код оних без доказа о КАН. Морбидитет је резултат улцерације стопала и ампутације доњих екстремитета. Ове две компликације су најчешћи узроци хоспитализације међу особама са ДМ у западним земљама. 
Тешки бол, вртоглавица, дијареја и импотенција су уобичајени симптоми који смањују квалитет живота пацијената са ДМ. Код пацијената са дијабетесном периферном неуропатијом, прогноза је добра, али је квалитет живота пацијената смањен.

## Превенција
Превенција дијабетесне неуропатије се фокусира на контролу глукозе и модификације начина живота.  